# ألان فريز
ألان فريز (بالإنجليزية: Allan Freese)‏ هو مدرب كرة قدم ولاعب كرة قدم جنوب أفريقي، ولد في 7 أغسطس 1956 في Estcourt ‏ في جنوب أفريقيا. لعب مع أورلاندو بيراتس.

## وصلات خارجية
- ألان فريز على موقع قاعدة بيانات كرة القدم.إي يو (الإنجليزية)